# آقای مرسدس
آقای مرسدس (انگلیسی: Mr. Mercedes) یک رمان مهیج جنایی نوشتهٔ استیون کینگ است که در سال ۲۰۱۴ منتشر شد.